# Gonzalo Rodríguez Risco
Gonzalo Rodríguez Risco (Lima, 1972) es  un dramaturgo y guionista peruano, graduado del Yale School of Drama, M.F.A. en Dramaturgia.

## Biografía
Se graduó de la Universidad de Ciencia y Tecnología de Misuri en Ingeniería Administrativa (1990 – 1993).
Su primera obra “Un Verso Pasajero” fue ganadora del primer premio del Primer Festival Peruano – Norteamericanos de Teatro (Lima, Perú) en 1996 y primer premio en el concurso en el Premiera 2003 en Rusia. También se ha montado en Cusco y Fresno, California. En el 2001, fue publicado en la Revista “Muestra”.
“La Manzana Prohibida” se estrenó en Lima en 1997. Ganó el primer premio en el Concurso Nacional para Jóvenes Dramaturgos y fue publicado en “Dramaturgia Peruana II” en el 2001.
“Asunto de Tres” fue estrenado en el Quinto Festival Peruano-Norteamericano de Teatro, 2000. Fue reestrenado en Lima el 2004. La obra fue publicada en la Revista “Muestra” el 2008. El 2007, la obra fue reescrita y estrenada en el Yale Cabaret en New Haven como “Threesome”.
Otras obras incluyen “Generación Y”, “Rainbow”, “Mal-Criadas (en colaboración con Diego La Hoz), “El Musical” y “TV Terapia”. Su trabajo también incluye piezas teatrales cortas como “Juego de Manos”, “Vestí La Giubba”, “Pensión” y “Servicio Íntimo Exclusivo para Damas”.
En el 2003 escribió “Taxi Scene” como parte de Webs We Weave, un proyecto internacional de dramaturgia vía Internet. La escena, como parte del proyecto “We Are Water” fue transmitida como la obra de la semana el 31 de mayo de 2003 en la BBC de Londres. A finales de ese año, fue invitado a Londres a un taller y escribe otra obra para radios llamada “Sight” como parte del BBC & British Council Residency.
En el 2005, escribió “Expiration”. La obra fue finalista en el 19.º Festival Anual de Nuevos Trabajos de Playhouse en Long Beach (2008) y en el 6.º Concurso Anual de Dramaturgos de la Siguiente Generación del Revierie Productions (2009)
“Journey To Santiago – Six Scenes on Growing up Catholic” fue estrenado en el Festival del Yale School of Drama el 2007. Fue dirigido por Erick Pearson y luego publicado en “The Private Life” junto a dos obras de dramaturgos del Yale School of Drama, Matt Moses y Mattie Brickman. El 2007, estreno “Father/Son” como parte de “Speaking Our Mind” en el Festival Carlotta de Nuevas Obras en New Haven.
A fin de año, su obra “Dramatis Persona”, dirigida por Becca Wolff, fue presentada en el Festival de Nuevas Obras Langston Hughes en New Haven. Fue estrenada en Lima, Perú el 2008 bajo la dirección de Diego La Hoz. El estreno en Estados Unidos de la obra será en una producción Off-Broadway en el Cherry Lane Theater Studio, dirigido por Erick Pearson en el otoño de 2010.
En el Yale Cabaret, ha estrenado “Gay Play” dirigido por Michael Walkup en el 2008.
El 2009, estreno “The French Play” en el Festival Carlotta de Nuevas Obras en New Haven dirigida por Patricia McGregor. Fue finalista del Festival Anual de Nuevos Trabajos en el Playhouse de Long Beach y semifinalista en el Stanley Drama Award en Nueva York.
Maneja de manera fluida el inglés y español.
Coescribió con Daniel Rodríguez el guion de la película “El Vientre”. El guion ganó el premio Ibermedia en la categoría de coproducción

## Obras[13]
En Castellano:
- Dramatis Personae (2008)
- Pensión (2006)
- Servicio Íntimo Exclusivo para Damas (2006)
- TV-Terapia (2003)
- El Musical (2002)
- Asunto de Tres (2000)
- Mal-Criadas (2000) - Escrita con Diego La Hoz
- Vestí La Giubba (1999)
- Rainbow (1999)
- Generación Y (1998)
- Juegos de Manos (1998)
- La Manzana Prohibida (1997)
- Un Verso Pasajero (1996)

En Inglés:
- The French Play (2009)
- Gay Play (2008)
- Dramatis Personae (2007)
- Father/Son (2007)
- Journey to Santiago (2007)
- Expiration (2005)
- Waiting for the President (2003)

Obras Teatrales para Radio (Inglés)
- Taxi Scene (2003)
- Sight (2003)
- VISA (2003)

Traducciones
 Musicales (Texto y Canciones)
- “The Rocky Horror Show” de Richard O’Brien (2001)
- “A Chorus Line” de Hamlisch y Kleban (1999)

Obras Teatrales
- “The Mistery of Irma Vep” de Charles Ludlam (2002)
- “Art” de Yasmina Reza (2000)
- “Unidentified Human Remains and the True Nature of Love” de Brad Fraser (with Jaime Nieto, 2000)
- “Picasso at the Lapin Agile” de Steve Martin (1999)
- “Marisol”, de José Rivera (1999).